# Louise Dahl-Wolfe
Louise Dahl-Wolfe, född Louise Emma Augusta Dahl, född 19 november 1895 i San Francisco, Kalifornien, död 11 december 1989 i Allendale, New Jersey, var en amerikansk modefotograf. Hon var under en längre tid anställd på modetidskriften Harper's Bazaar. Hon anställdes 1935 och tillsammans med sina två kvinnliga kollegor Carmel Snow och Diana Vreeland gjorde hon så att Harper's Bazaar blev en tidskrift i framkant. Ett sådant ledarskap, enbart bestående av kvinnor, är än idag ovanligt på moderedaktioner.